# Stow-on-the-Wold
Stow-on-the-Wold è un paese di 2 794 abitanti del Gloucestershire, in Inghilterra.